# ماریا تیتووا
ماریا تیتووا (به انگلیسی: Maria Titova) ژیمناست زادهٔ ۱۹ اوت ۱۹۹۷ میلادی اهل کشور روسیه است.